# Circuit du Houtland 2018
La 73e édition du Circuit du Houtland a eu lieu le 19 septembre 2018. Elle fait partie du calendrier UCI Europe Tour 2018 en catégorie 1.1.

## Équipes
| WorldTeams (3)- Lotto Soudal - EF Education First-Drapac p/b Cannondale - Trek-Segafredo Équipes continentales professionnelles (6)- Roompot-Nederlandse Loterij - Sport Vlaanderen-Baloise - Fortuneo-Samsic - Vérandas Willems-Crelan - Wanty-Groupe Gobert - WB-Aqua Protect-Veranclassic Équipes continentales (9)- BEAT Cycling Club - Cibel-Cebon - Team Joker Icopal - Madison Genesis - Roubaix Lille Métropole - Sovac-Natura4Ever - Tarteletto-Isorex - Coop - Uno-X Norwegian Development |
| |

## Classements

### Classement final
.
| \| Classement général \| Classement général \| Classement général \| Classement général \| Classement général \| \| Coureur \| Coureur \| Pays \| Équipe \| Temps \| \| ------------------ \| ------------------- \| ------------------ \| ---------------------------- \| ------------------ \| \| 1er \| Jonas Van Genechten \| Belgique \| Vital Concept \| 4 h 18 min 48 s \| \| 2e \| Jasper De Buyst \| Belgique \| Lotto-Soudal \| + 0 s \| \| 3e \| Timothy Dupont \| Belgique \| Wanty-Groupe Gobert \| + 0 s \| \| 4e \| Jens Keukeleire \| Belgique \| Lotto-Soudal \| + 0 s \| \| 5e \| Bram Welten \| Pays-Bas \| Fortuneo-Samsic \| + 0 s \| \| 6e \| Aksel Nõmmela \| Estonie \| BEAT Cycling Club \| + 0 s \| \| 7e \| Boy van Poppel \| Pays-Bas \| Trek-Segafredo \| + 0 s \| \| 8e \| Emiel Vermeulen \| Belgique \| Roubaix Lille Métropole \| + 0 s \| \| 9e \| Kevyn Ista \| Belgique \| WB-Aqua Protect-Veranclassic \| + 0 s \| \| 10e \| Fridtjof Røinås \| Norvège \| Joker Icopal \| + 0 s \| |                     |          |                              |                 |
| |                     |          |                              |                 |
| Sources : ProCyclingStats Cycling Quotient |                     |          |                              |                 |
| Classement général |                     |          |                              |                 |
| Coureur | Coureur             | Pays     | Équipe                       | Temps           |
| 1er | Jonas Van Genechten | Belgique | Vital Concept                | 4 h 18 min 48 s |
| 2e | Jasper De Buyst     | Belgique | Lotto-Soudal                 | + 0 s           |
| 3e | Timothy Dupont      | Belgique | Wanty-Groupe Gobert          | + 0 s           |
| 4e | Jens Keukeleire     | Belgique | Lotto-Soudal                 | + 0 s           |
| 5e | Bram Welten         | Pays-Bas | Fortuneo-Samsic              | + 0 s           |
| 6e | Aksel Nõmmela       | Estonie  | BEAT Cycling Club            | + 0 s           |
| 7e | Boy van Poppel      | Pays-Bas | Trek-Segafredo               | + 0 s           |
| 8e | Emiel Vermeulen     | Belgique | Roubaix Lille Métropole      | + 0 s           |
| 9e | Kevyn Ista          | Belgique | WB-Aqua Protect-Veranclassic | + 0 s           |
| 10e | Fridtjof Røinås     | Norvège  | Joker Icopal                 | + 0 s           |